# Dead Brain Cells
I Dead Brain Cells sono una band thrash metal canadese nata nella seconda metà degli anni '80. Chiamata in breve DBC, la band cominciò l'attività nel 1986 a Montréal come un piccolo progetto creato dai chitarristi Eddie Shahini, Gerry Ouellette e Phil Dakin, passato nel frattempo al basso; a costoro si unirono il batterista Jeff Saint-Louis, ex membro degli Unruled e dei Vomit and the Zits e l'ex cantante di questi ultimi Dave Javex Ray-O-Vac (pseudonimo di David Leone). La band crebbe fino a diventare un gruppo più importante, con Dave che venne licenziato e rimpiazzato dall'ex cantante degli Unruled Cory Lowe, costretto poco dopo a lasciare il gruppo a causa di pregressi impegni di lavoro e sostituito alla voce da Phil Dakin, che andò quindi a rivestire il doppio ruolo di bassista e cantante.
La band pubblicò due album e intraprese un doppio tour per gli Stati Uniti. Il nome Dead Brain Cells fu scelto scartando altre opzioni come The Mental Pukes o The Retarded Assholes, proposte entrambe avanzate da Dave Javex Ray-O-Vac.
Il primo album, l'omonimo Dead Brain Cells, fu pubblicato nel 1987. Esso fu seguito da un altro lavoro, il concept album Universe del 1989.
La loro canzone The Genesis Explosion fu messa in onda nel 2005 dalle TV commerciali canadesi in uno spot per Microcell Telecommunications: esso ritraeva una donna anziana che vinceva un premio grazie a una chiamata con il suo cellulare ad un call-in show radiofonico.
Uno dei chitarristi della band, Gerry Ouellette, morì il 12 novembre 1994. I tre membri superstiti dei DBC hanno ripreso l'attività nel 2002 e continuano a suonare in Canada.

## Discografia
- 1987 - Dead Brain Cells
- 1989 - Universe
- 2002 - Unreleased